# Summer Grand Prix di salto con gli sci 1998
Il Summer Grand Prix di salto con gli sci 1998 è stata la sesta edizione della manifestazione organizzata dalla Federazione Internazionale Sci.
La stagione è iniziata il 9 agosto a Stams, in Austria, e si è conclusa il 13 settembre a Hakuba, in Giappone. 

## Uomini

### Risultati
| Data         | Località     | Nazione  | Trampolino              | Spec. | Primo            | Secondo          | Terzo                                   |
| ------------ | ------------ | -------- | ----------------------- | ----- | ---------------- | ---------------- | --------------------------------------- |
| 9 agosto     | Stams        | Austria  | Brunnentalschanze K105  | NH    | Masahiko Harada  | Martin Schmitt   | Kazuyoshi Funaki                        |
| 11 agosto    | Predazzo     | Italia   | Trampolino dal Ben K120 | LH    | Masahiko Harada  | Janne Ahonen     | Nicolas Dessum                          |
| 14 agosto    | Courchevel   | Francia  | Tremplin du Praz K120   | LH    | Nicolas Dessum   | Janne Ahonen     | Martin Schmitt                          |
| 16 agosto    | Hinterzarten | Germania | Rothaus-Schanze K90     | NH    | Masahiko Harada  | Janne Ahonen     | Hansjörg Jäkle Alexander Herr           |
| 12 settembre | Hakuba       | Giappone | Olympic Ski Jumps K120  | LH    | Kazuyoshi Funaki | Masahiko Harada  | Martin Schmitt                          |
| 13 settembre | Hakuba       | Giappone | Olympic Ski Jumps K120  | LH    | Masahiko Harada  | Kazuyoshi Funaki | Martin Schmitt Reinhard Schwarzenberger |

Legenda:

LH = trampolino grande

NH = trampolino normale

### Classifiche

#### Generale
| Pos. | Nome             | Nazione   | Punti |
| ---- | ---------------- | --------- | ----- |
| 1    | Masahiko Harada  | Giappone  | 520   |
| 2    | Kazuyoshi Funaki | Giappone  | 350   |
| 3    | Martin Schmitt   | Germania  | 342   |
| 4    | Janne Ahonen     | Finlandia | 290   |
| 5    | Nicolas Dessum   | Francia   | 231   |